# Chouannerie normande
La chouannerie normande est une insurrection contre la République qui, pendant près de sept ans, de l'automne 1793 au printemps 1800, de la rive gauche de la Seine aux marges du Perche, du Maine et de la Bretagne, et débordant à l'occasion, intéresse jusqu'à 10 000 hommes en 1799, même s'ils ne sont jamais mobilisés tous ensemble. Ces effectifs montrent l'importance du soulèvement, en particulier dans le bocage normand, les chefs chouans se révélant incapables d'entretenir une révolte profonde et durable dans le reste de la Normandie,.
L'association du Souvenir de la Chouannerie Normande, créée en 1957, agit pour entretenir et embellir le patrimoine chouan en Normandie. Elle agit également pour en maintenir le souvenir historique.

## La naissance de la chouannerie
L'antagonisme entre les paysans et les villes et gros bourgs éclate dans la chouannerie. Les bourgeois ont fait la Révolution avec l'aide d'une partie du peuple et l'ont confisquée à leur profit exclusif, ont racheté les biens du clergé et des nobles avec des assignats dépréciés; les fermiers et tenanciers n'ont fait que changer de maîtres, plus durs que les anciens.
En 1790, les prêtres qui refusent le serment civique quittent leurs presbytères, partent à l'étranger ou restent dans le pays et commencent une périlleuse vie clandestine, protégés par la population. Leur persécution double leur autorité car elle fait d'eux des martyrs. Des prêtres assermentés les remplacent mais, devant l'hostilité de la population, ils sont obligés de partir et ferment les églises, posant le problème de la déchristianisation.
Le 27 juin 1791, des troubles éclatent à Saint-Jean-des-Bois pendant la fête patronale. Le 3 juillet 1791, à la suite d'une rixe sanglante à Flers, la garde nationale de la Carneille intervient. Le 19 septembre 1792, 40 hommes de la garde de Tinchebray s'emparent des barreaux et ferrures de l'Abbaye de Belle-Étoile pour les transformer en piques. Le 29 septembre 1792 a lieu le désarmement des communes du canton de Tinchebray, "gangrenées d'aristocrates" et particulièrement Chanu où on trouve 68 fusils et 3 pistolets.

## Les premières bandes
La loi du 23 février 1793, ordonnant la levée en masse de 300 000 hommes, porte à son comble l'irritation. Les premières bandes apparaissent en automne 1793, des réquisitionnaires et des déserteurs, bandes d'une dizaine, d'une quinzaine d'hommes refusant de partir à la guerre et qui n'ont qu'une issue, l'insoumission sauvage. Enfin des marginaux, braconniers, contrebandiers et autres faux-sauniers apportent à l'insurrection un redoutable contingent. La forêt est leur refuge et ils jouent un rôle déterminant dans les bandes chouannes en train de se constituer.

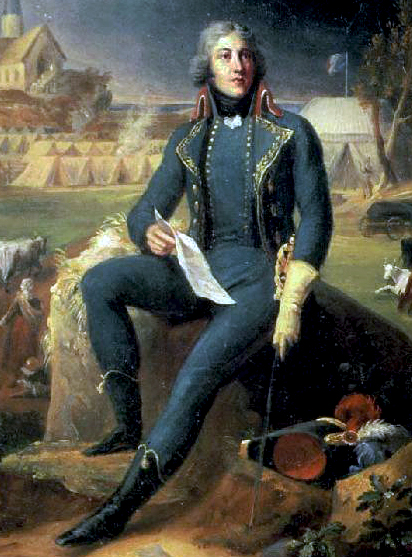
Lazare Hoche

C'est à Saint-Jean-des-Bois, dans le département de l'Orne, au cœur du bocage, près de la forêt de la Lande Pourrie et à six kilomètres du bourg fortifié de Tinchebray que naît véritablement la chouannerie normande. Un taillandier, Michel Moulin dit Michelot Moulin, "un aristocrate très prononcé", est le meneur des jeunes de son village où ils sont contrôlés et désarmés. En octobre 1793, réquisitionnés à Domfront pour se diriger vers Mayenne et marcher au devant de l'armée vendéenne, après avoir obtenu des armes par ruse, ils désertent et entrent dans la clandestinité, s'empressant de désarmer la garde nationale de Saint-Jean-des-Bois.
Tous les chefs des paroisses voisines s'adressent à Moulin et se réunissent dans l'épais Bois Dauphy à Chanu. Trois compagnies sont formées : Landisacq, Flers et Truttemer-le-Grand; les chefs nommés décident de désarmer les gardes nationaux et de creuser des souterrains,. Outre les désarmements, des humiliations et quelques escarmouches, il faut noter un coup d'éclat : l'évasion de l'abbé René Joseph Dulaurent de la Prison royale de Tinchebray, réussie par Moulin, a un impact important dans la région.
La répression est menée par le général Lazare Hoche, commandant de l'Armée des Côtes de Cherbourg, disposant en septembre 1794, pour la Basse-Normandie, de neuf à dix mille hommes. Du quartier général de Vire, il multiplie les petits postes qui patrouillent contre les quatre à cinq cents chouans qui courent la campagne des districts de Mortain, Vire et Domfront. Certains de trouver partout des vivres et des amis, ils ne portent que leurs armes dont ils se servent si bien.
Mais cette chouannerie est surtout défensive, locale, limitée en nombre, manquant d'armes, de munitions et sans vision d'ensemble. L'insurrection au début de l'année 1795 n'est plus que sporadique ; elle manque d'un chef reconnu.

## Louis de Frotté

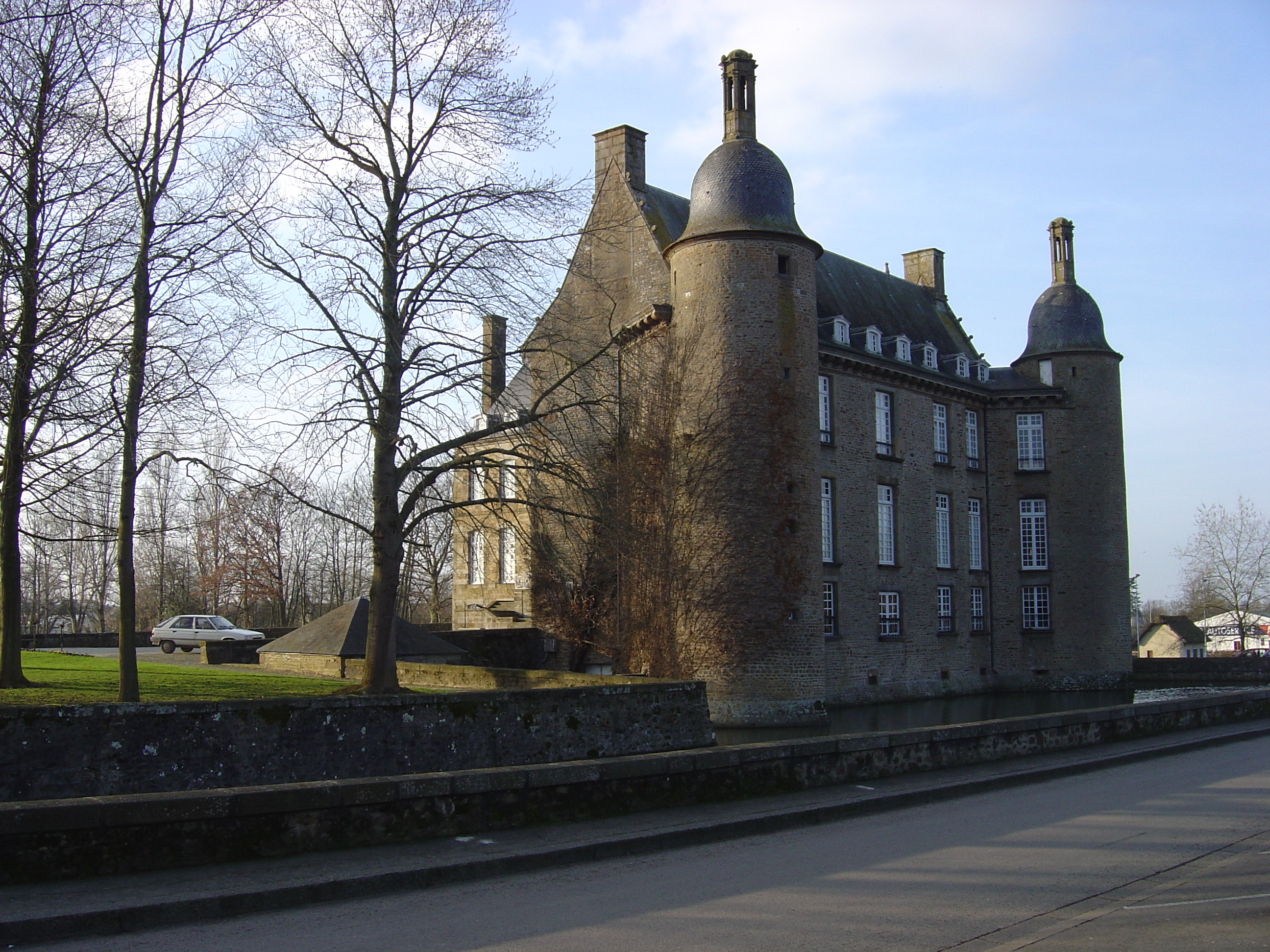
Château de Flers - Quartier général de Frotté

Louis de Frotté est né à Alençon en 1766 d'une famille normande dont le chef de famille est à Couterne, dans le département de l'Orne. En 1781, il est dans le régiment de son cousin bas-normand de Rabodanges et ressent en 1791 le malaise de la Basse-Normandie. Après l'échec du siège de Granville subi par les Vendéens, la République est partout victorieuse fin 1793.
Émigré, Frotté veut se battre en France, sous le commandement d'un prince de la famille royale et, en 1794, il rencontre Joseph de Puisaye qui a organisé la chouannerie bretonne et qui lui démontre que la guerre d'embuscade est très efficace et utile à un débarquement des émigrés. Il obtient la confiance du comte d'Artois et quelques sympathies du gouvernement anglais. Nommé lieutenant-colonel par et sous le contrôle de Puisaye, il rencontre et gagne Billard de Veaux qui erre depuis 1793 sur les lisières de l'Orne, la Mayenne et la Manche et Jean-Nicolas de Saint-Paul de Lingeard, un peu perdu avec sa bande dans la région de Domfront et de Passais.
Après avoir reçu une mission sur le continent, il doit soulever la Normandie au nom des princes français et celui du gouvernement britannique. Il débarque en France en février 1795 avec le titre de colonel-général, des pouvoirs étendus et fait du château de Flers son quartier général. Il est reconnu comme général par la compagnie de Saint-Jean-des-Bois et Michelot Moulin conduit son nouveau chef aux compagnies de Flers, Landisacq, La Chapelle-Biche, La Lande-Patry, Lonlay-l'Abbaye, Truttemer-le-Grand, Ger et Le Fresne-Poret où il s'impose comme un chef indiscutable.

## La première guerre: 1795-1796

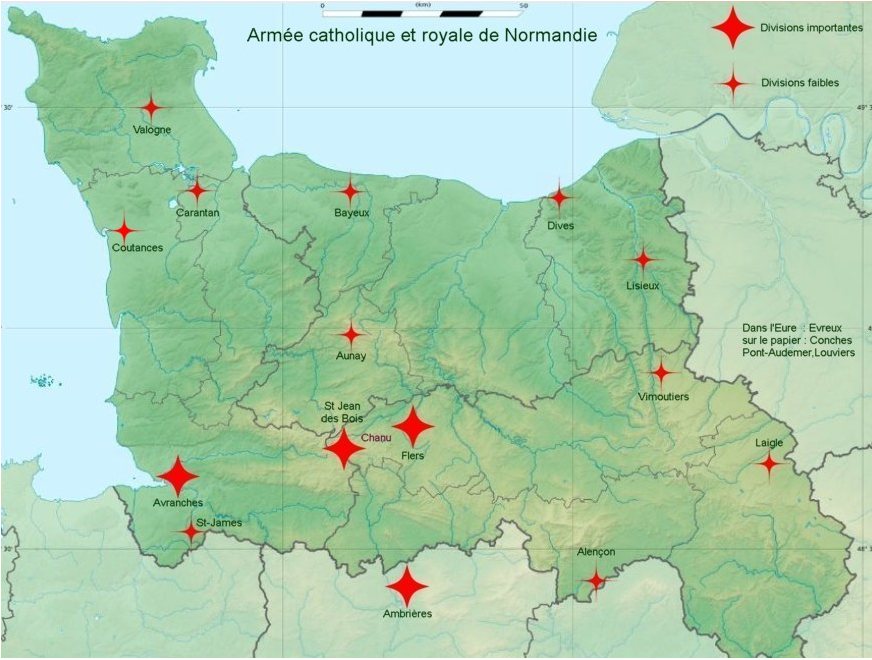
Organisation de 1795 à 1800

### L'armée chouanne
Le premier juin 1795, Frotté prend le commandement de ses troupes, environ 400 hommes dans la forêt de Saint-Jean-des-Bois où ils sont rejoints par la légion d'Ambrières-les-Vallées commandée par Saint-Paul qui repart pour une tournée dans la Manche. Frotté passe par Saint-Poix où le comte de Ruays se rallie avec une centaine de volontaires, puis Saint-Sever, les environs d'Avranches, la Haye-Pesnel, la forêt de Gavray, Percy, Pont-Farcy, mais il y a beaucoup de désertions, les réfractaires pensant que Frotté veut gagner la mer pour les embarquer en Angleterre. La compagnie de Saint-Jean-des-Bois seule tient bon.
Frotté visite Flers, La Carneille, Domfront et Passais pour organiser l'Armée catholique et royale de Normandie.
- Bataillon de Flers : Flers, la Lande-Patry, Landisacq et la Chapelle-Biche, commandant : de Marguerye ;
- Bataillon de Saint-Jean-des-Bois : Saint-Jean-des-Bois, Truttemer-le-Grand, de petits détachements de Sourdeval, Ger, Saint-Quentin-les-Chardonnets, Vassy - commandant : du Lorent ;
- Bataillon d'Ambrières-les-Vallées, commandants : de Saint-Paul de Lingeard et Billard de Veaux ;
- Légion d'Avranches, levée, organisée et commandée par le comte René-François de Ruays ;
- Légion de Villedieu-les-Poêles et Saint-Sever, une centaine d'hommes - commandant : Charles du Rosel de Courson ;
- Vire, chef : Drudes de Campagnoles.

Chaque chef fait sur le terrain ce qu'il juge utile. Deux corps sont formés plus tard : les Chevaliers de la couronne et les Déserteurs employés au combat pour leur courage. Formés de 25 dragons et d'éléments perturbateurs, ils sont sévèrement encadrés et en contact avec le bataillon de Saint-Jean-des-Bois.

### Les combats

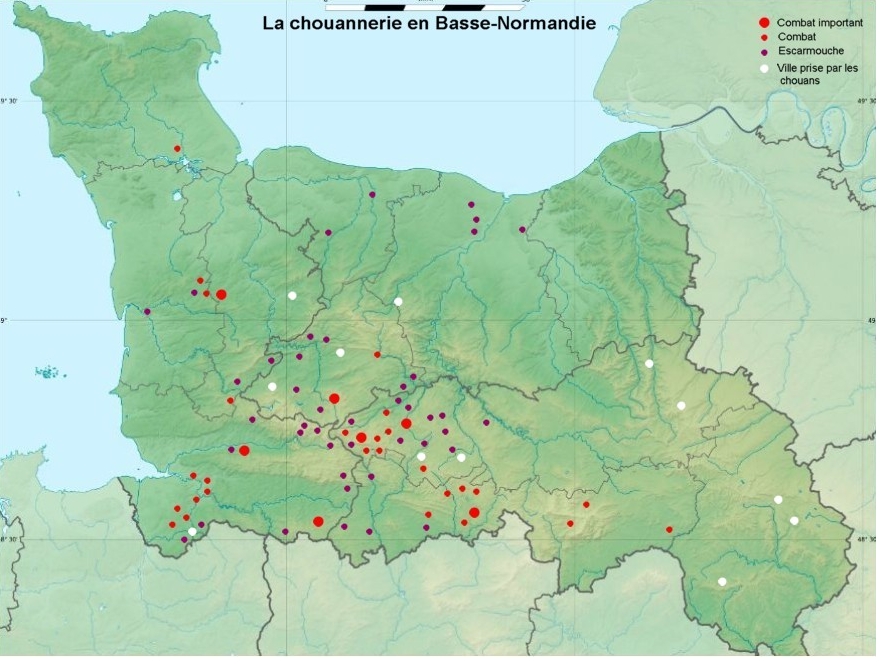
Carte des combats de 1795 à 1800

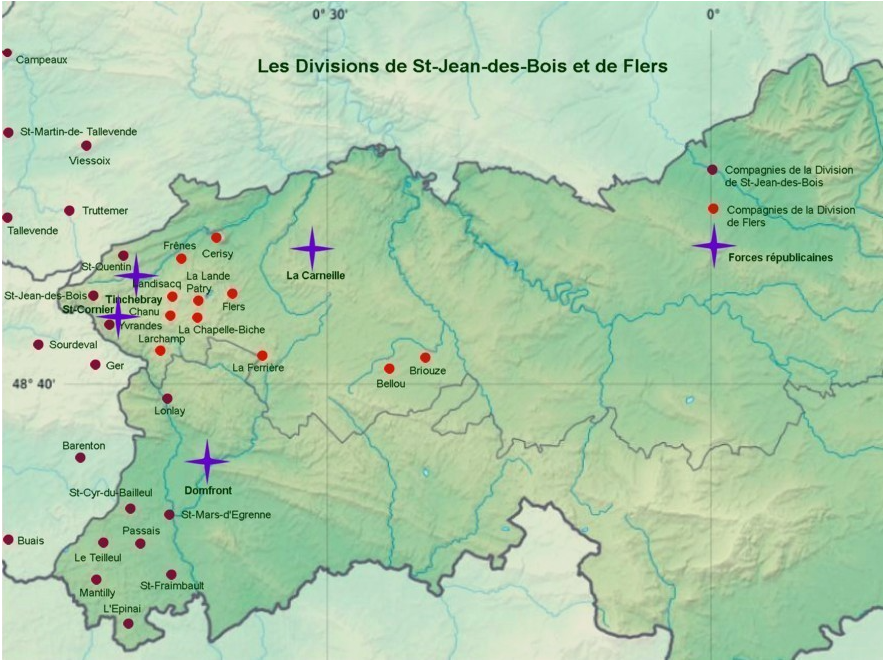
Les divisions de Saint-Jean-des-Bois et Flers de 1795 à 1800

Une poussière de faits et quelques grandes affaires, guerre de clair de lune ou de fin d'après-midi, les chouans pour les grandes affaires sont rarement plus de mille, mais vont par groupes de quatre à dix hommes, vite réunis, aussi vite disparus. Frotté cantonne dans la forêt d'Andaine, la forêt de la Lande-Pourrie, le bois de Saint-Jean-des-Bois, la forêt de Halouze, le manoir de la Guyonnière et la Foutelaye à Saint-Jean-des-Bois et Yvrandes, le château de Flers.
Le Mesnil-Tôve est le premier succès avec un millier d'hommes, les bleus ont quarante tués, tout leur butin est pris. Frotté quitte trois semaines la Normandie en direction de Mayenne et de Laval. Il avance vers Le Lion-d'Angers et Vitré. De retour en Normandie, il tombe sur une fête des bleus qui est sanglante. Le lendemain, à la Vente-Henriet près d'Yvrandes, il accroche, avec une centaine de chouans, mille cinq cents bleus. Cinquante de ces derniers trouvent la mort.
D'octobre à décembre se succèdent les embuscades, les attaques de postes et les meurtres isolés dans les districts d'Avranches, Falaise, Mortain, Domfront et Vire. Le 14 décembre 1795, au Teilleul, une trentaine de morts est dénombrée de chaque côté. Dans l'Avranchin, les chouans sont maîtres de Saint-James quelques jours. Le jour de Noël, cinq cents chouans se heurtent contre trois cents bleus à Marigny. Le 28 janvier 1796, les chouans ont une soixantaine de morts à Villechien. Le 30 mars, trente bleus sont tués à Bernières-le-Patry et le 31 mars, pour la bataille de Tinchebray, mille chouans se portent sur la ville fortifiée et y mettent le feu, Frotté a plus de cent morts dont vingt officiers.
Au printemps, Frotté n'a plus d'argent ni de cartouches et demande la présence du comte d'Artois. Mais son entourage est méfiant et ignore les conditions de cette guerre. Les chouans poursuivent le combat : ils sont à la bataille de l'Auberge-neuve puis à Vassy où les bleus perdent une centaine d'hommes, au Petit-Celland, à Chanu, deux cents morts bleus et chouans. À la bataille du Val de Préaux, entre Chanu et Saint-Cornier-des-Landes, le 15 mai, les chouans sont mille cinq cents des légions d'Avranches, Saint-Jean-des-Bois, Flers et les bleus aussi nombreux avec l'avantage aux chouans et un important butin en armes, munitions et vivres. La bataille du Grand-Celland, le premier juin est la plus meurtrière, mille chouans se battent contre mille bleus.
Fin juin 1796, six mille hommes aguerris et assez bien armés suivent Frotté dont le nom a dépassé la province.

## La pacification
La chouannerie s'essouffle, les défections apparaissent, des bandes se soumettent, le pays est fatigué par la guerre et les effectifs républicains augmentent. Le Maine et la Bretagne sont soumis et la Normandie est le dernier bastion chouan. Pendant que le gros des troupes prépare sa soumission, seule la division de Saint-Jean-des-Bois est encore sous les armes. Frotté est de plus en plus seul et quand on lui propose une trêve, il ne peut se résoudre à traiter lui-même mais envoie à sa place le vicomte Jacques de Chambray. La pacification est signée le 6 juillet 1796.
Les chouans obtiennent le libre exercice du culte catholique, l'exemption du service militaire et l'admissibilité à toutes les places. Frotté quitte la France pour l'Angleterre. Les chouans ont gagné de ne pas accomplir leurs devoirs militaires et pour beaucoup c'est la revendication essentielle. Mais ils ont gardé leurs armes.

## La deuxième guerre: 1799-1800

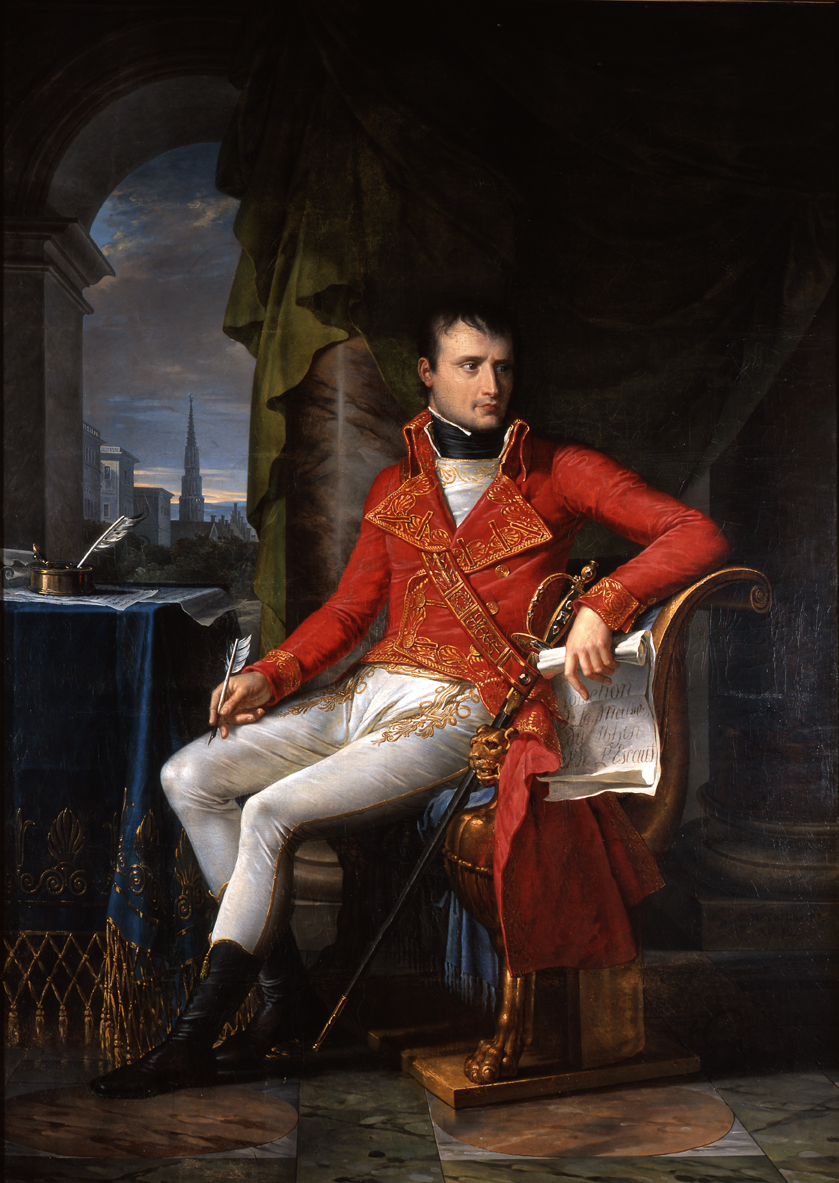
Bonaparte Premier consul

Après de longues négociations avec l'Angleterre et les Princes, Frotté débarque dans la région de Bayeux le 23 septembre 1799 et passe en revue ses troupes dont les chefs présentent un état fort exagéré : Avranches : 2 487 hommes, Saint-Jean-des-Bois : 1710, Flers : 1210, Falaise : 1425, Livarot et Vimoutiers : 3000, Gavray : 240, Bayeux : 400 soit un total de 10 472 hommes.
Après les affaires de Touvois et de la verrerie du Gast, le 16 octobre 1799 a lieu l'attaque de la caserne de Couterne par 500 à 600 chouans contre 60 bleus; 27 bleus se rendent. Fausse attaque de Tinchebray, Vire où 2 officiers chouans sont tués; à Saint-Poix, contre une colonne républicaine, Frotté reçoit des renforts et est à la tête de 1300 à 1 400 hommes, occupe le château du Lorei près de Périers et est attaqué par les républicains. Au combat de la Fosse en novembre 1799, il perd ses tambours et le reste de ses munitions, licencie ses divisions et rejoint la forêt de la Lande-Pourrie. Il comprend les difficultés à lier ses mouvements avec ceux de Bretagne et même avec ses propres troupes de l'Avranchin.
Mais l'insurrection continue à se répandre et il recrute plus de 200 soldats et lève 25 000 francs dans le district de Domfront. L'Eure entre aussi en campagne et la prise de Pacy-sur-Eure le 24 novembre 1799 fait craindre un mouvement vers Paris.
Le coup d'État du 18 brumaire arrête l'accroissement de la chouannerie normande car pour les Normands, la République n'existe plus et Frotté accepte avec réticence l'armistice pour discuter des conditions de la paix. Le 4 janvier 1800, la proclamation du premier consul à l'armée de l'Ouest lui demande d'exterminer ces misérables, le déshonneur du peuple français. Les chefs royalistes se soumettent. Seul Frotté reste en armes et attend la fin de la trêve, le 18 janvier 1800, pour entrer en campagne.
La légion du Perche, restée active, fait un massacre au Sap. Elle attaque Bellême, La Ferté-Vidame, Longny, Tourouvre, mais se fait surprendre à Saint-Christophe près de Mortagne. Bientôt, il ne reste plus rien de la légion du Perche.
Frotté, avec environ 2 000 hommes se bat contre 3 000 républicains à la bataille de Cossé. À la même époque, les chouans de la Manche reprennent les armes à Saint-James, la Croix-Avranchin, Barenton avec pillage de la ville et on note des actes isolés dans le Calvados à Vire, Tournebu et le Bény-Bocage.
Après Cossé, la petite armée de Frotté se disperse. Malgré la disparition de la légion du Perche, les progrès redoutables du gouvernement qui retrouve la confiance de la population, la soumission des autres chefs, Frotté se croit toujours capable de tenir la campagne dans la perspective d'un débarquement. Mais la soumission des autres chefs attire sur lui toutes les forces de la République et il accepte de traiter. Il donne l'ordre de cesser les hostilités le 8 février 1800.

## La mort de Frotté

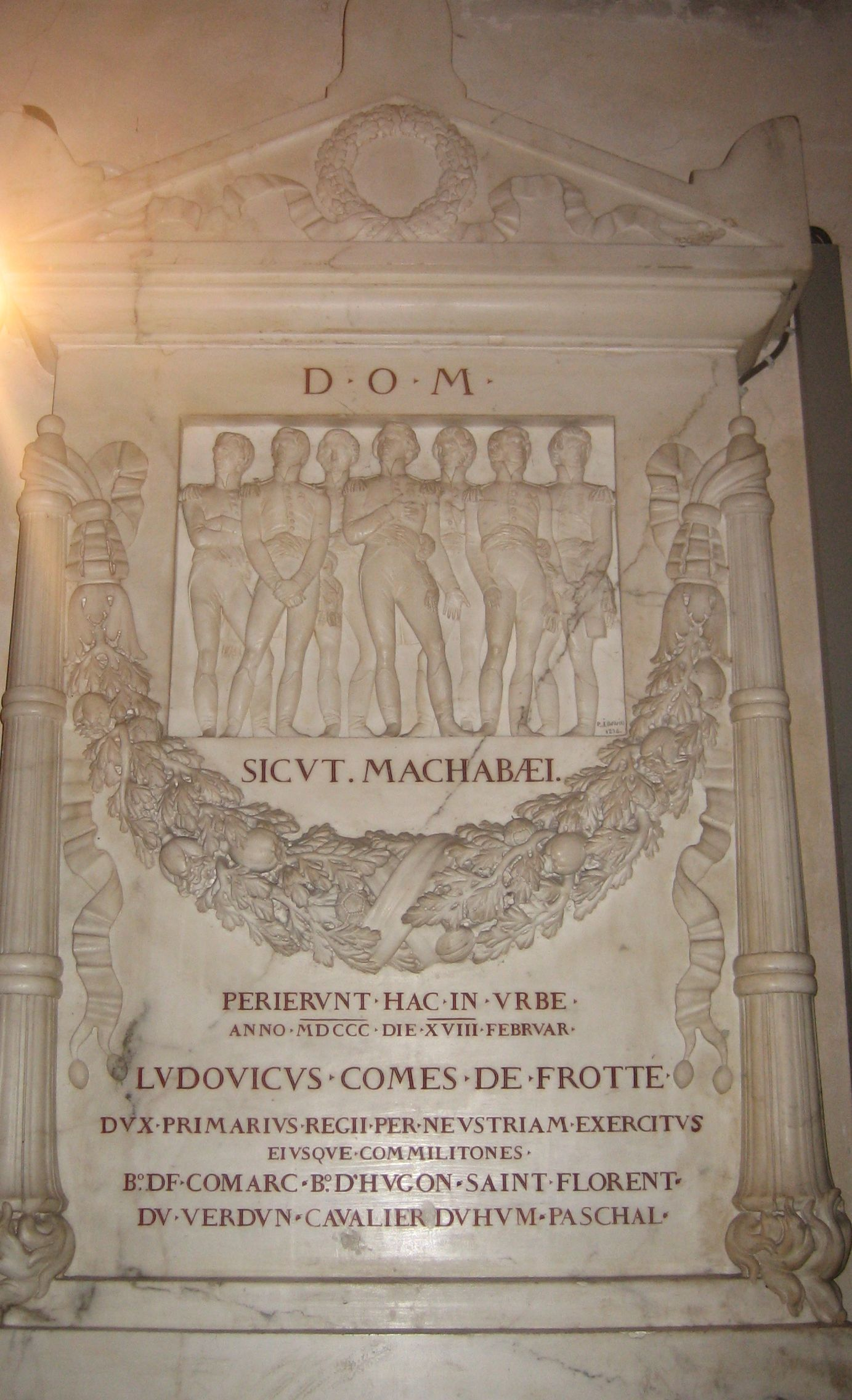
Cénotaphe de Louis de Frotté à Verneuil-sur-Avre

Frotté entame les négociations mais Bonaparte veut un exemple et la mort du chef normand, craignant un débarquement de l'armée de Normandie proche de l'Angleterre. Frotté et six de ses officiers, munis de sauf-conduits se rendent à Alençon. La négociation s'enlise et des grenadiers les arrêtent. Une commission militaire les condamne et ils sont fusillés le 18 février 1800 à Verneuil-sur-Avre, victimes d'un guet-apens.

## Les lendemains
La mort de Frotté met fin à la chouannerie organisée et dangereuse. Le décret du 13 août 1800 applique l'amnistie aux anciens faits de chouannerie et condamnations. Dans le district de Domfront, l'industrie métallurgique et textile est à demi-ruinée. En Basse-Normandie, on dénombre au moins dix mille morts, Bleus et Chouans, et une soixantaine de prêtres non jureurs "homicidés par haine de la religion". Presque tous les prêtres réfractaires ou assermentés furent mis à mort.
- En 1815, 1816, 1817, 1823 et 1824, la Restauration récompense les anciens chouans, les veuves et les enfants;
Orne : 67 récompenses dont 44 pensions, 7 armes, 16 lettres de remerciement;
Manche : 67 récompenses dont 36 pensions, 1 arme, 30 lettres;
Mayenne : 42 récompenses dont 36 pensions, 1 arme, 5 lettres;
Calvados : 39 récompenses dont 9 pensions, 2 armes, 28 lettres;
Maine-et-Loire : 1 pension;
Seine-Inférieure : 1 pension[23].
- Michelot Moulin meurt à Caen en 1839, colonel d'État-Major et chevalier de Saint-Louis.

## Dans la littérature
La chouannerie normande est au centre du roman Le Chevalier des Touches de Barbey d’Aurevilly (publié en feuilleton en 1863 et en volume en 1864). Y sont relatés les faits et gestes du chouan Jacques Destouches, figure historique, qui servait d’agent de liaison entre les chefs royalistes et les princes émigrés, mais qui n’a pas tenu, au rebours de ce qu’affirme le narrateur, un rôle de premier plan dans l’activité des chouans de Normandie. L’écrivain avait d’abord entendu évoquer Destouches par son père, royaliste issu d’une famille cotentinaise anoblie de fraîche date, avant de se documenter plus avant auprès de divers historiens. L’épisode central du roman — événement réel, quoique raconté avec quelques distorsions — est la libération spectaculaire, par un coup d’audace d’une équipe de douze chouans, de Destouches écroué dans une prison révolutionnaire.